# 10954 Spiegel
A 10954 Spiegel (ideiglenes jelöléssel 4545 P-L) a Naprendszer kisbolygóövében található aszteroida. Cornelis Johannes van Houten,  Ingrid van Houten-Groeneveld és Tom Gehrels fedezte fel 1960. szeptember 24-én.